# Pibor (řeka)
Pibor je řeka v Jižním Súdánu a Etiopii. Vlévá se do řeky Sobat, přítoku Bílého Nilu. Protéká nedaleko města Akobo. Na řece leží město Pibor nazývané také Pibor Post. Řeka protéká poblíž hranic Jižního Súdánu s Etiopií.

## Vodní režim
Řeky Pibor, Baro, Gilo a Akobo pramení v Etiopské vysočině. Největší z nich je řeka Baro, tvořící 83 % vod řeky Sobat. V období sucha mají řeky nízký průtok.